# إقليم هندوملاوي
إقليم هندوملاويالإقليم الهندوملاوي هو واحد من الأقاليم الجغرافية الثمانية. ويمتد عبر معظم جنوب آسيا وجنوب شرق آسيا وإلى الأجزاء الجنوبية من شرق آسيا.